# Euthycaelus
Genre
Euthycaelus est un genre d'araignées mygalomorphes de la famille des Theraphosidae.

## Distribution
Les espèces de ce genre se rencontrent au Venezuela, en Colombie, au Panama et au Pérou.

## Liste des espèces
Selon World Spider Catalog (version 24.5, 11/08/2023) :
- Euthycaelus amandae Guadanucci & Weinmann, 2014
- Euthycaelus astutus (Simon, 1889)
- Euthycaelus colonica Simon, 1889
- Euthycaelus cunampia Echeverri, Gómez Torres, Pinel & Perafán, 2023
- Euthycaelus guane Valencia-Cuellar, Perafán & Guadanucci, 2019
- Euthycaelus janae Sherwood & Gabriel, 2022
- Euthycaelus norae Guadanucci & Weinmann, 2014
- Euthycaelus quinteroi Gabriel & Sherwood, 2022

## Systématique et taxinomie
Ce genre a été décrit par Simon en 1889 dans les Aviculariidae. Il est placé en synonymie avec Holothele par Raven en 1985. Il est relevé de synonymie par Guadanucci et Weinmann en 2014.

## Publication originale
- Simon, 1889 : « Arachnides. Voyage de M. E. Simon au Venezuela (décembre 1887-avril 1888). 4e Mémoire. » Annales de la Société Entomologique de France, sér. 6, vol. 9, p. 169-220 (texte intégral).